# St. Peter und Paul (Dannenberg)

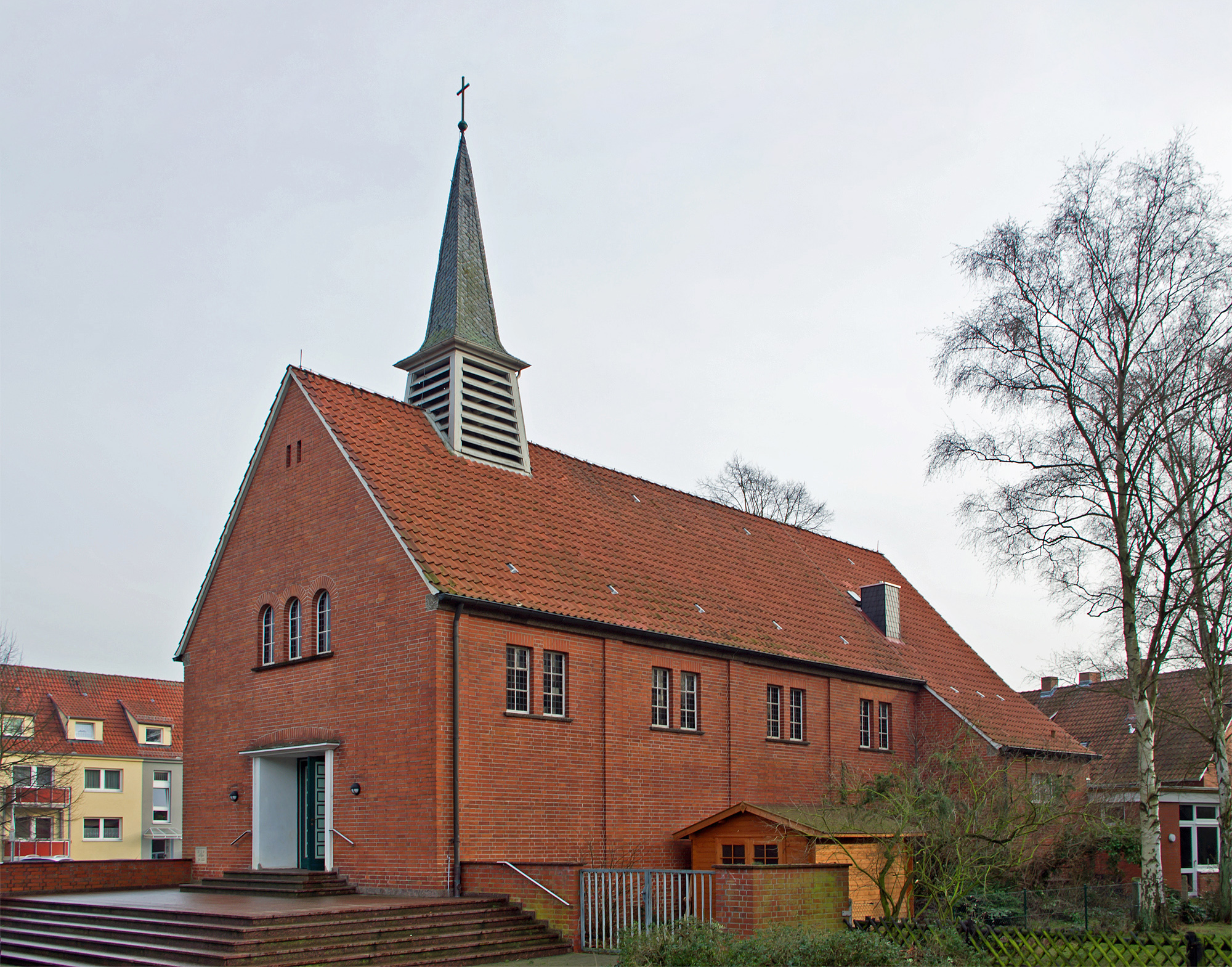
Kirche

Sankt Peter und Paul ist die römisch-katholische Kirche in Dannenberg (Elbe), einer Stadt im Landkreis Lüchow-Dannenberg im Nordosten von Niedersachsen. Die nach den heiligen Simon Petrus und Paulus von Tarsus benannte Kirche ist eine Filialkirche der Pfarrgemeinde St. Agnes mit Sitz in Lüchow, im Dekanat Lüneburg des Bistums Hildesheim. 

## Geschichte
Im Fürstentum Lüneburg, zu dem Dannenberg damals gehörte, führte Ernst I., Herzog zu Braunschweig-Lüneburg, 1527/28 die Reformation ein. Dadurch wurden die St.-Johannis-Kirche und die Bevölkerung von Dannenberg, die bis dahin zum Bistum Verden gehörten, protestantisch.
In Folge der Flucht und Vertreibung Deutscher aus Mittel- und Osteuropa 1945–1950 ließen sich in Dannenberg wieder Katholiken in größerer Zahl nieder, sodass es schon bald nach Ende des Zweiten Weltkrieges zur Bildung einer katholischen Kirchengemeinde kam. Am 29. Juni 1945 kam der erste eigene Seelsorger nach Dannenberg, Franz Langwald (1911–1986) aus Ostpreußen. Er kam als Flüchtling aus dem Kriegsgefangenenlager Gorleben. Vorgänger der heutigen Kirche wurde eine Kapelle in der Marschtorstraße.
Am 7. September 1950 wurde der Kaufvertrag für das Baugrundstück zwischen der Stadt Dannenberg und dem Bischöflichen Stuhl in Hildesheim unterzeichnet, und in der Ostsiedlung von Dannenberg konnte die heutige Kirche erbaut werden. Am 26. Juli 1953 erfolgte die Grundsteinlegung, und am 9. Mai 1954 folgte die Weihe der Kirche durch Bischof Joseph Godehard Machens. Am 1. Juli 1956 wurde die katholische Kirchengemeinde Dannenberg/Elbe eingerichtet, zuvor gehörte Dannenberg zur Vikarie Lüchow. 1964 bekam die Dannenberger Kirchengemeinde mit St. Maria Königin in Hitzacker eine inzwischen profanierte Filialkirche. Am 1. Januar 1988 wurde die Kirchengemeinde Dannenberg/Elbe zur Pfarrei erhoben.
Das Pfarrheim wurde am 13. Mai 1979 eingeweiht. Der Bau wurde durch das Bonifatiuswerk finanziert.
Seit dem 1. November 2006 gehört die Kirche wieder zur Pfarrei St. Agnes in Lüchow, die Pfarrei Dannenberg/Elbe wurde zu diesem Zeitpunkt wieder aufgelöst.
Da das katholische Pfarrhaus nicht mehr von einem Pfarrer bewohnt wurde, übernahm die evangelische Kirchengemeinde Dannenberg, die in der Nachbarschaft des katholischen Pfarrhauses bereits einen Kindergarten betrieb, das Gebäude und baute es im Sommer 2008 zu einer Kinderkrippe um.

## Architektur und Ausstattung
Die in rund 13 Meter Höhe über dem Meeresspiegel gelegene Kirche steht auf dem Grundstück Feldstraße 20, an der Ecke zum Königsberger Platz. Das nach Plänen von Josef Fehlig erbaute Gotteshaus ist als Langhausbau mit Dachreiter ausgeführt, es ist an der Nord-Süd-Achse ausgerichtet und wird durch ein Portal an der Nordseite erschlossen.
Die beiden Kirchenpatrone sind durch Statuen neben dem Altarraum dargestellt.
Unter der Orgelempore befinden sich der Beichtstuhl und eine Kopie des Gnadenbildes Unserer Lieben Frau von der immerwährenden Hilfe. Das Kirchengestühl lässt einen Mittelgang frei, an den Seitenwänden des Kirchenschiffes hängen die 14 Kreuzwegstationen. Die heutige Orgel stammt aus der profanierten Kirche in Hitzacker; sie wurde 2013 in Dannenberg wieder errichtet, weil die Dannenberger Orgel renovierungsbedürftig geworden war. Die bisherige, zweimanualige Dannenberger Pfeifenorgel (vermutlich 1965 von den Gebrüdern Krell in Duderstadt erbaut) kam in die evangelische Dorfkirche von Rüthnick (Brandenburg).

## Pfarrer von St. Peter und Paul
| Name                                | von        | bis         |
| ----------------------------------- | ---------- | ----------- |
| Franz Langwald                      | 09.05.1954 | 01.10.1977  |
| Heinrich Schröfel                   | 02.10.1977 | 30.11.1977  |
| Franz Langwald                      | 01.12.1977 | 24.02.1978  |
| Bernhard Kügler                     | 25.02.1978 | 30.09.1988  |
| Wladimir Debosz                     | 01.10.1988 | 31.08.2004  |
| Josef Wellner (Vakanzvertreter)     | 01.09.2004 | 31.01.2005  |
| Dirk Sachse                         | 01.02.2005 | 31.08.2012  |
| Hans-Günter Sorge (Vakanzvertreter) | 01.09.2012 | 10.05.2014  |
| Jan Maczuga                         | 11.05.2014 | Januar 2022 |

Seit dem Wegzug von Pfarrer Jan Maczuga halten die Geistlichen der Pfarrei Zum Göttlichen Erlöser (Uelzen) die Gottesdienste in Dannenberg.